# الوشم (رواية)
الوشم هي رواية الكاتب العراقي عبد الرحمن مجيد الربيعي ونشرت سنة 1972. وسجلت الرواية ضمن قائمة أفضل 100 رواية عربية. وتعكس الرواية ميول الكاتب إلى اليسار السياسي كما أنه يركز فيها على زمن الاعتقالات والانهزامية التي تبعت ثورة 1958 في العراق.

## ملخص الرواية
تنحصر أحداث الرواية بين سنتي 1958 و1967، وتدور أحداث الرواية حول شخصية (كريم الناصري) وهو شاب عراقي ينضم إلى أحزاب وتكون ثوريته هائجة في البداية إلى أن يتم اعتقاله. ويخرج كريم من السجن بشخصية جديدة يلبسها الاشمئزاز والنظرة السلبية إلى الثورة وانعدام التمسك بالقيم التي كان متمسك بها في البداية، وتتصارعا الشخصيتان. ثم ينتقل كريم إلى العاصمة - بغداد - ليصبح صحفيا، وهنا تصبح حياته يشكلها الخمور والجنس والنساء. وتناقش الرواية الاضطهاد من جميع النواحي وروح الانهزامية.

## تحليل ونقد أدبي
تعكس الرواية الاضطهاد والقمع السياسي الذي واجهه الربيعي ذاته. ويعامل مسألة الاعتقال كقضة عامة تعاني منها جميع الدول العربية. وبالرغم من أن الربيعي كان كاتب عراقي، إلا أن قوميته شملت الوطن العربي ككل وليس فقط العراق، فالمسائل الذي يعالجها في روايته (الوشم) هي مسائل وقضايا تعاني منها الدول العربية كلها. قال النقاد بأن الربيعي اعتمد على الأدب والنقد الغربي في كتاباته، وصرح الربيعي باستخدامه للنقد والأدب الغربي كمصدر من مصادر كتاباته عندما قال «ما يطرح من تنظيرات حول الرواية الجديدة وخاصة كتابات ميشيل بوتور، وألان روب غرييه التي من الممكن سحبها على القصة القصيرة أيضاً، ومؤثرات أخرى وليدة قراءة أعمال قصاصين من مختلف أنحاء العالم»، ومن المواضيع التي وظفها الربيعي في كتاباته من الأدب الغربي هي الواقعية والماركسية والوجودية. كما استند أيضا الربيعي إلى الادب والنقد العربي في كتاباته، حيث تاثر بمحمود أمين العالم وحسين مروة وجبران خليل جبران وعبد المحسن طه بدر ويوسف إدريس وعبد الوهاب البياتي. واعتبر الربيعي اتجاهي الأدب والنقد الغربي والأدب والنقد العربي مكملان لبعضهما ولذلك استند إلى كلاهما.

## أعماله الأخرى[4]
- القمر والأسوار
- الأنهار
- الأفواه
- ظلال تونسية
- الخروج من بيت الطاعة
- حدث هذا في ليلة تونيسية
- أية حياة هي؟ سيرة البدايات
- نحيب الرافدين
- سر الماء
- المواسم الأخرى
- خطوط الطول...خطوط العرض
- السيف والسفينة
- هناك في فج الريح